# Ukwap
Ukwap (Antennaria Gaertn.) – rodzaj roślin z rodziny astrowatych. Obejmuje 45 gatunków. Występuje naturalnie na półkuli północnej na obszarach o klimacie umiarkowanym lub podzwrotnikowym (lecz nie w Afryce). W Europie występuje 6 gatunków, z czego do flory Polski należą dwa gatunki – ukwap dwupienny (A. dioica) i ukwap karpacki (A. carpatica).
Niektóre gatunki są uprawiane jako rośliny ozdobne, zwłaszcza w ogrodach skalnych. Do najpopularniejszych w uprawie należy ukwap dwupienny A. dioica, ukwap alpejski A. alpina i ukwap różowy A. rosea.

## Morfologia
PokrójWiecznie zielone lub prawie wiecznie zielone byliny, rzadko drewniejące u nasady (półkrzewy), dorastające do 15 cm wysokości. Zwykle wełnisto owłosione.
LiścieSkrętoległe, pojedyncze, wąskie i całobrzegie. U większości gatunków są one zebrane w przyziemne rozety. Liście wyrastają dość gęsto i są przeważnie szarozielone i pokryte włoskami, rzadko są nagie.
KwiatyZebrane w drobne koszyczki o błoniastych, białych lub często też zabarwionych (różowych, czerwonych lub brązowych) łuskach okrywy. Koszyczki wyrastają pojedynczo, po kilka lub wiele skupione w podbaldachy na szczytach pędów. Dno koszyczków jest płaskie i pozbawione plewinek. Kwiaty żeńskie są nitkowate, a męskie rurkowate, korony są białe lub mniej lub bardziej purpurowe.
OwoceNiełupki walcowate lub podługowate, z puchem kielichowym w postaci buławkowato zgrubiałych na szczycie włosków.

## Systematyka
Pozycja systematyczna
Rodzaj z plemienia Gnaphalieae, podrodziny Asteroideae i rodziny astrowatych (złożonych) Asteraceae.
Wykaz gatunków

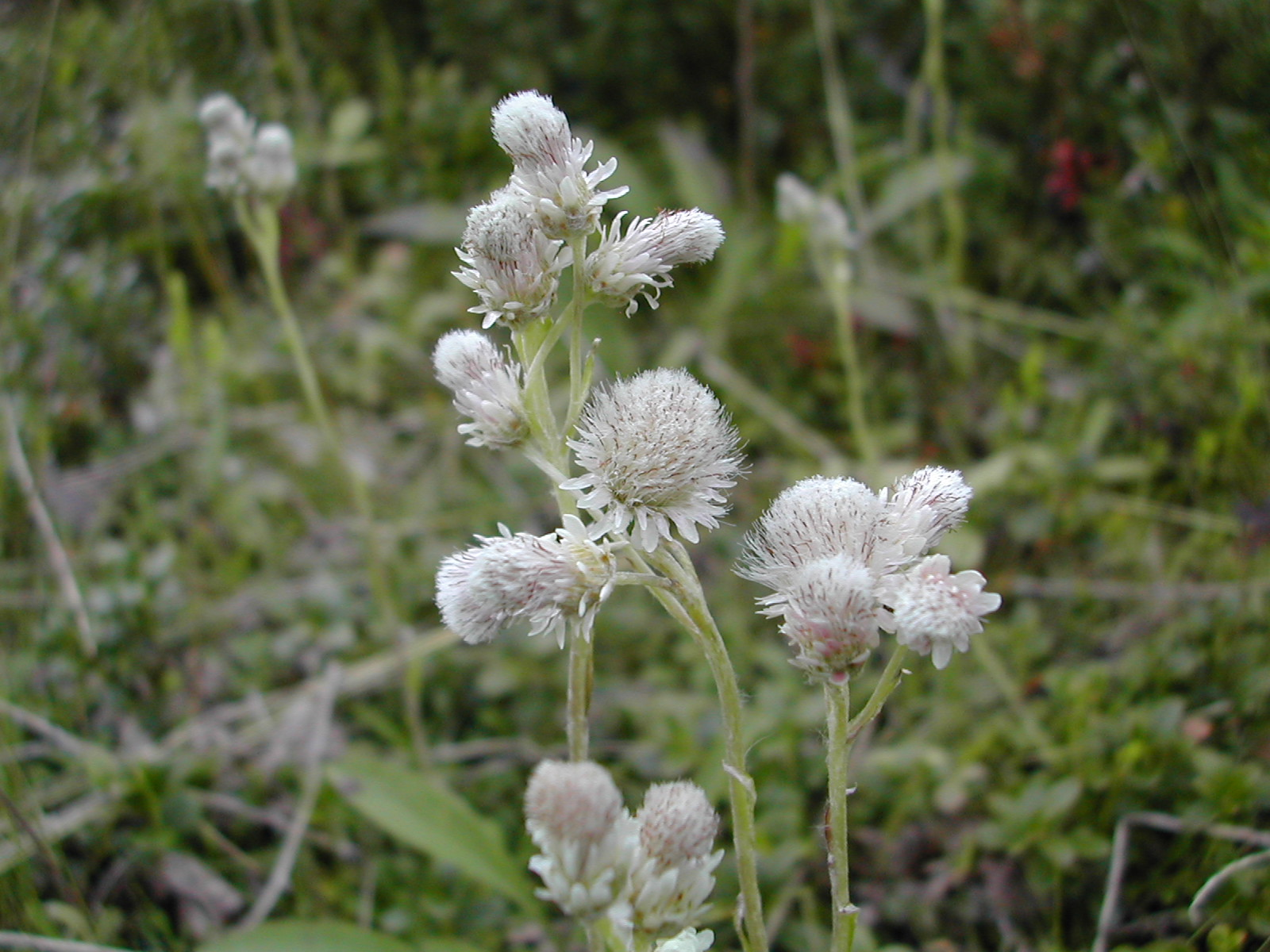
Antennaria alpina

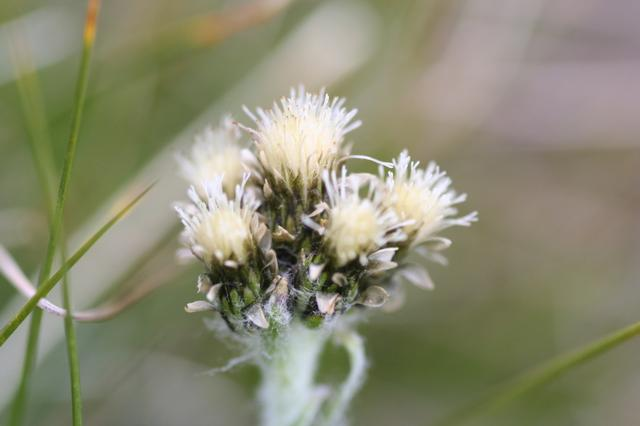
Ukwap karpacki (Antennaria carpathica)

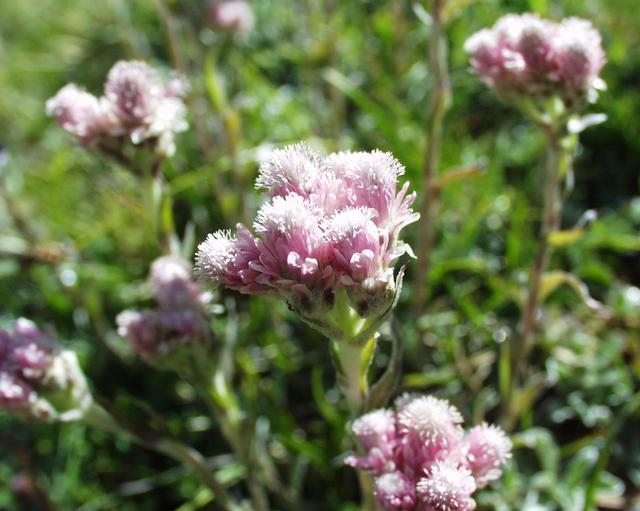
Ukwap dwupienny (Antennaria dioica)

- Antennaria alpina (L.) Gaertn. – ukwap alpejski
- Antennaria anaphaloides Rydb.
- Antennaria arcuata Cronquist
- Antennaria argentea Benth.
- Antennaria aromatica Evert
- Antennaria bocheriana A.E.Porsild
- Antennaria canescens Malte
- Antennaria carpatica (Wahlenb.) Bluff & Fingerh. – ukwap karpacki
- Antennaria caucasica Boriss.
- Antennaria chilensis J.Rémy – ukwap chilijski
- Antennaria corymbosa E.E.Nelson
- Antennaria densifolia A.E.Porsild
- Antennaria dimorpha Torr. & A.Gray
- Antennaria dioica (L.) Gaertn. – ukwap dwupienny
- Antennaria dioiciformis Kom.
- Antennaria flagellaris A.Gray
- Antennaria friesiana (Trautv.) Ekman
- Antennaria geyeri A.Gray
- Antennaria howellii Greene
- Antennaria lanata Greene – ukwap wełnisty
- Antennaria luzuloides Torr. & A.Gray
- Antennaria marginata Greene
- Antennaria media Greene
- Antennaria microphylla Rydb.
- Antennaria monocephala DC.
- Antennaria neglecta Greene – ukwap zaniedbany
- Antennaria nordhageniana Rune & Rønning
- Antennaria parlinii Fernald
- Antennaria parvifolia Nutt.
- Antennaria plantaginifolia (L.) Hook. – ukwap babkolistny
- Antennaria porsildii E.Ekman
- Antennaria pseudoarenicola V.V.Petrovsky
- Antennaria pulchella Greene
- Antennaria pulcherrima (Hook.) Greene
- Antennaria racemosa Hook.
- Antennaria rosea Greene – ukwap różowy
- Antennaria rosulata Rydb.
- Antennaria sawyeri R.J.Bayer & Figura
- Antennaria sleumeri Cabrera
- Antennaria soliceps S.F.Blake
- Antennaria solitaria Rydb.
- Antennaria stenophylla (A.Gray) A.Gray
- Antennaria suffrutescens Greene
- Antennaria umbrinella Rydb. – ukwap cieniolubny
- Antennaria virginica Stebbins

## Zastosowanie
Niektóre gatunki są uprawiane jako rośliny ozdobne, zwykle na rabatach kwiatowych lub w ogrodach skalnych. Nadają się na kwiat cięty do wieńców, bukietów, itp. Są odporne na mróz, mogą rosnąć w pełnym słońcu lub w półcieniu. Wymagają wilgotnej i przepuszczalnej gleby. Rozmnażają się przez nasiona lub podział.